# Hegedűs Péter (labdarúgó)
Hegedűs Péter (Kaposvár, 1953. november 25. –) labdarúgó, kapus.

## Pályafutása
A Kaposvári Vörös Lobogóban kezdett futballozni. 1971 és 1977 között a Kaposvári Rákóczi labdarúgója volt. 1977 és 1989 között a Haladás csapatában szerepelt. A Sabaria SE együttesében fejezte be az aktív labdarúgást. Összesen 269 élvonalbeli mérkőzésen lépett pályára.

## Sikerei, díjai
- Magyar bajnokság
  - 7.: 1987–88